# التجمع العائلي

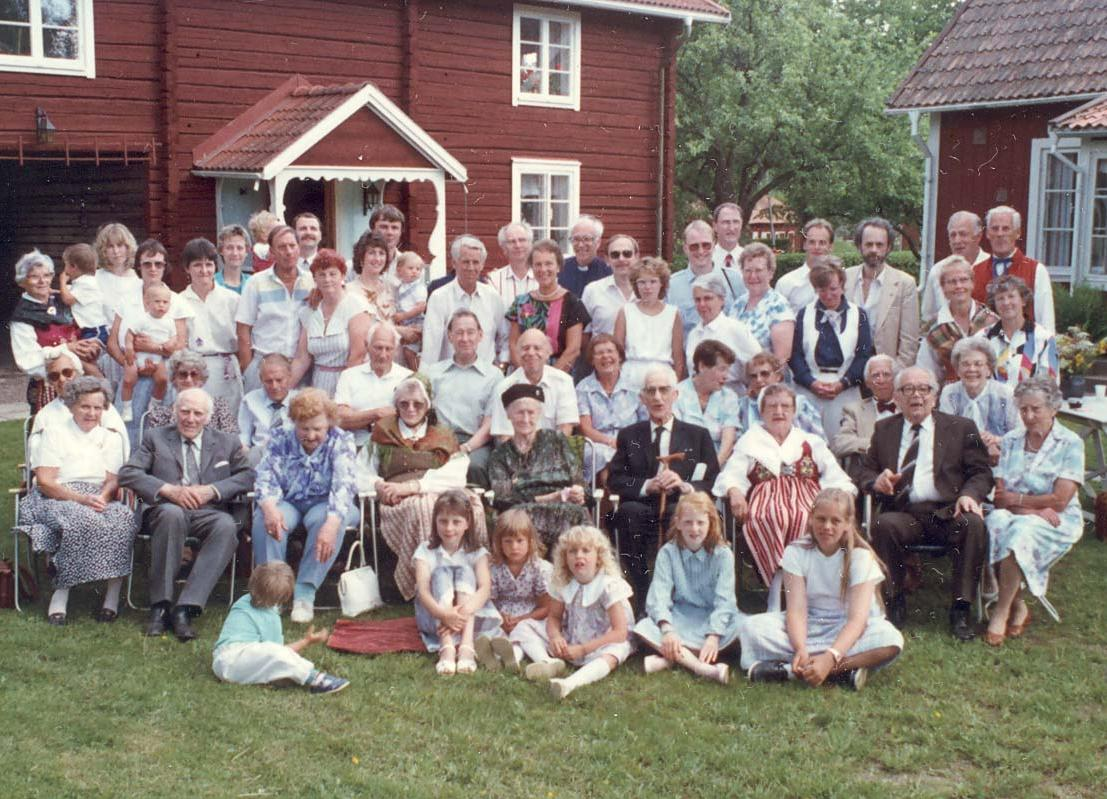
1988 لم شمل الأسرة السويدية الأمريكية في بورلانغ للأشخاص الذين ينحدرون من سلف مشترك ولد في عام 1776

لم شمل العائلة هو مناسبة يجتمع فيها العديد من أفراد الأسرة الممتدة. في بعض الأحيان يتم عقد لقاءات لم الشمل بانتظام، على سبيل المثال في نفس التاريخ من كل عام.
يتم جمع شمل عائلي نموذجي لتناول وجبة وبعض الترفيه والمناقشة. الحاضرون الأكبر سنًا هم بشكل عام الأجداد أو الآباء أو الأشقاء أو أبناء العمومة من الدرجة الأولى بينما قد يكون الأصغر سنًا من الدرجة الثانية أو أبناء العمومة الثالثة أو الرابعة لبعضهم البعض. كما أنه ليس من غير المألوف أن تتم رعاية لم شمل الأسرة المنتظم من قبل منظمات عائلية أو جمعيات عائلية تتمحور حول سلف مشترك أكثر بعدًا (يشار إليها غالبًا باسم "منظمات عائلة الأجداد") أو اللقب المشترك بشكل شائع ("منظمات عائلة اللقب الواحد").

## برامج لم شمل العائلة
تتم رعاية برامج لم شمل العائلة من قبل منظمات الصليب الأحمر. انظر قائمة جمعيات الصليب الأحمر والهلال الأحمر. وتقود اللجنة الدولية للصليب الأحمر الحركة الدولية التي تتحمل مسؤوليات خاصة بموجب القانون الدولي الإنساني.

## اعتماد حركات لم الشمل
يستطيع العديد من البالغين الذين يستخدمون سجل لم شمل التبني تحديد موقع الوالدين والأشقاء. تقدم مجموعات لم شمل التبني إرشادات البحث والدعم للوالدين والمتبنين. تساعد منظمات التبني ريونيون في دعم حقوق المتبنيين ودعم إصلاح التبني. وفقًا لمكتبة TRIADOPTION® التي احتفظت بسجلات حول البحث عن التبني ولم الشمل بدءًا من السبعينيات، أسس جان باتون Orphan Voyage في عام 1954 ويعتبر جدة حركة لم الشمل للتبني. تم إنشاء جمعية حركة الحرية المتبنين في مدينة نيويورك في عام 1972، وسجل جمع شمل Soundex الدولي في عام 1975، وآباء الولادة المتحدون المعنيون في عام 1976، وظهرت عشرات أخرى في جميع أنحاء الولايات المتحدة وكندا وأستراليا. بحلول عام 1985، كان هناك أكثر من 500 منظمة بحث ودعم حول العالم. نمت حركة لم شمل التبني بسرعة من المنظمات المحلية الشعبية التي اجتمعت معًا لتشكيل الكونغرس الأمريكي للتبني في عام 1979 في مؤتمر عقد في واشنطن العاصمة. لعبت المجموعات من كل منطقة دورًا فعالًا في إيجاد طرق لمساعدة أعضائها على لم شملهم مع عائلاتهم والأطفال المستسلمين/المتخلى عنهم.
إحدى المجموعات الأولى كانت "أطفال الأمس في إلينوي" التي أسستها دونا كولوم. لقد كان لهم دور فعال في رفع دعوى قضائية من الدرجة الأولى في عام 1974 نيابة عن المتبنين الذين لديهم حق الوصول إلى سجلاتهم الأصلية وشهادات ميلادهم. في كندا، تم تشكيل مؤسسة Parent Finders على يد جوان فانستون. عقد منتدى فيلادلفيا، والمتبنون في البحث، وثالوث البحث، وعملية الهوية والعديد من الآخرين اجتماعات، وقدموا الدعم، وساعدوا في البحث وقدموا التعليم في مجتمعاتهم. مثلهم، كانت حركة لم شمل التبني في واشنطن منظمة غير ربحية توفر موارد البحث ولم الشمل والموارد التعليمية والدعم لمجتمع التبني للبالغين. تحتفظ حركة لم شمل التبني في واشنطن بمجموعة من النصب التذكارية للأيتام المخصصة للمتبنين والآباء الذين ماتوا قبل لم شملهم.

## جمعيات تاريخ العائلة الوطنية والدولية
أصبحت العديد من عمليات لم الشمل ممكنة بفضل جمعيات تاريخ العائلة. اتحاد جمعيات تاريخ العائلة هو منظمة دولية مقرها في المملكة المتحدة وتمثل وتقدم المشورة والدعم لأكثر من 220 جمعية لتاريخ العائلة. تم تنظيم اتحاد جمعيات تاريخ الأسرة في أوروبا الشرقية في عام 1992 كمنظمة جامعة تعمل على تعزيز البحوث الأسرية. يعمل الاتحاد الكندي لجمعيات الأنساب وجمعيات تاريخ العائلة مع العائلات المولودة في كندا.

## لم شمل العائلة الدولية
لا يزال لم شمل العائلة لمواطني الدول الثالثة قضية مشحونة سياسيا. وينص العهد الدولي الخاص بالحقوق المدنية والسياسية (المادة 12.4) صراحة على حق كل شخص في دخول البلد الذي يحمل جنسيته. وقد كان هذا البيان مفتوحا لمجموعة متنوعة من التفسيرات. لقد أصبح لم شمل الأسرة قضية إنسانية وقضية حقوقية مثيرة للجدل، فضلاً عن كونها قضية مثيرة للجدل في مجال سياسة الهجرة. وفي عام 2015، خططت كوريا الشمالية لبرنامج للم شمل الأسرة مع كوريا الجنوبية.

## مجتمعات الأنساب
الغرض من جمعيات الأنساب هو تشكيل مجتمع من الباحثين ومساعدة أعضائه على إنشاء مكتبة لموارد تاريخ العائلات. تأسس اتحاد جمعيات الأنساب في عام 1976 وتمثل أعضاء أكثر من 600 جمعية أنساب. تساعد منظمات مثل جمعية الأنساب الأمريكية الأفريقية في شمال كاليفورنيا أفراد الأسرة على ربط فروع شجرة العائلة باستخدام علم الأنساب وموارد الإنترنت.

## أنشطة لم شمل العائلة التقليدية
تشمل أنشطة لم شمل العائلة التقليدية وجبة غداء بعد الظهر أو عشاء في وقت مبكر من المساء وبرنامج يضم الموسيقى والأغاني وقراءة الشعر وحفلات التاريخ والتقدير الفخري لكبار السن والمساهمات المجتمعية والإنجازات التعليمية.
مسرحيات تمثيلية تاريخية عبارة عن إعادة تمثيل تسلط الضوء على نقاط محورية في تاريخ العائلة. يتم تعريف المشاركين بفن تطوير الجدول الزمني بالإضافة إلى الأبحاث المتعلقة بالفترة مع التركيز على تصميم الأزياء والعادات والحوار والتطورات الاجتماعية والاقتصادية والتكنولوجية.
رواية القصص فن رائع يحيي حكايات الأجداد وإنجازاتهم. جنبا إلى جنب مع قصص أساطير الماضي، يتم تدريس دروس الحياة. تتم مشاركة المعنى الكامن وراء التقاليد العائلية أثناء نقل الحقائق المهمة عن تاريخ العائلة والروابط التي تربطها.
جولات الأنساب تأخذ العائلة في جولة مثيرة إلى مناطق الأنساب المهمة بما في ذلك منزل العائلة والمدن التي استقرت فيها العائلة والوظائف التي شغلوها والآلات التي عملوا بها والأسواق التي تاجروا بها والشوارع التي ساروا فيها بالإضافة إلى الأنشطة الاجتماعية التي انغمسوا فيها.
عروض الأنساب عرض للوثائق التاريخية والتحف القديمة التي تحدد الجداول الزمنية والحالة الاقتصادية والأحداث التاريخية ومواقع الأجداد.

## إعلانات واحتفالات سنوية
شهر لم شمل العائلة أُعلن في عام 1985 لزيادة الوعي بالاتجاه المتزايد للأطفال الهاربين والمنظمات التي تم تشكيلها حديثًا للمساعدة في لم شمل عائلات الهاربين، حدد الكونجرس الأمريكي، بموجب قرار مجلس النواب المشترك رقم 64، الفترة بين عيد الأم، 12 مايو، وعيد الأب، 16 يونيو 1985، شهر لم شمل العائلة وأذن وطلب من الرئيس إصدار إعلان بمناسبة هذه الفترة.
شهر لم شمل العائلة الوطني في حين أن بعض المؤسسات التجارية أطلقت على شهر أغسطس اسم شهر لم شمل العائلة الوطني، فإن العديد من المجموعات الاجتماعية بما في ذلك الكنائس تحتفل بشهر لم شمل العائلة الوطني في شهر يوليو.
شهر التخطيط السنوي للم شمل العائلة قامت مجموعة توعية عائلية مع التركيز على علم الأنساب والتخطيط التقليدي للم شمل العائلة بإنشاء شهر التخطيط السنوي للم شمل الأسرة في نوفمبر. أعلن مارك أ.أسكيو، مدير ومؤسس المجموعة، عن شهر التخطيط للم شمل العائلة لأعضاء مجموعة مخططي لم الشمل الدوليين والمجلات العائلية والشركات والمدارس.

## أنظر أيضا
- عائلة